# Amber Igiede
Amber Igiede (Baton Rouge, 8 gennaio 2001) è una pallavolista statunitense, centrale della LOVB Houston.

## Carriera

### Club
La carriera di Amber Igiede inizia nei tornei scolastici della Louisiana, giocando per la St. Michael. In seguito entra a far parte della lega universitaria NCAA Division I, a cui prende parte dal 2019 al 2023 con la Hawaii, ricevendo qualche riconoscimento individuale.
Nel marzo 2024 firma il suo primo contratto da professionista in Italia, quando grazie all'ingaggio della Roma Club prende parte alla fase finale della Serie A1 2023-24. Successivamente torna in campo in patria, disputando la League One Volleyball 2025 con la LOVB Houston, con la quale vince la LOVB Classic, venendo premiata come miglior centrale, oltre a essere inserita nella prima squadra delle LOVB Icons.

### Nazionale
Nel 2024 debutta in nazionale in occasione della Coppa panamericana, dove si aggiudica la medaglia d'argento. 

## Palmarès

### Club
- LOVB Classic: 1

2025

### Nazionale (competizioni minori)
- Coppa panamericana 2024

### Premi individuali
- 2022 - All-America Third Team
- 2023 - All-America Third Team
- 2025 - LOVB Classic: Miglior centrale
- 2025 - League One Volleyball: LOVB Icons First Team